# Cabinet Hoegner I
Le premier cabinet de Wilhelm Hoegner était le gouvernement du Land de Bavière du 28 septembre 1945 au 16 décembre 1946, ce qui en fait le deuxième gouvernement fédéré bavarois d'après guerre.
Dirigé par le social-démocrate Wilhelm Hoegner, il était soutenu par une grande coalition entre le Parti social-démocrate d'Allemagne (SPD) et l'Union chrétienne-sociale en Bavière (CSU), à laquelle participa également le Parti communiste d'Allemagne (KPD).

## Composition
| Poste                                                                  | Titulaire | Titulaire                                | Parti | Secrétaire d'État |
| ---------------------------------------------------------------------- | --------- | ---------------------------------------- | ----- | --- |
| Ministre-président Ministre de la Justice                              |           | Wilhelm Hoegner                          | SPD   | Anton Pfeiffer directeur de la chancellerie d'État jusqu'au 3 juillet 1946 Hans Kraus directeur de la chancellerie d'état à partir du 4 juillet 1946 |
| Vice-ministre-président Ministre du Travail et de l'Assistance sociale |           | Albert Roßhaupter                        | SPD   | Heinrich Krehle |
| Ministre de l'Intérieur                                                |           | Josef Seifried                           | SPD   | Ludwig Ficker |
| Ministre des Finances                                                  |           | Fritz Terhalle                           | Sans  | Hans Ehard |
| Ministre de l'Économie                                                 |           | Ludwig Erhard                            | Sans  | Georg Fischer |
| Ministre de l'Agriculture et des Forêts                                |           | Joseph Baumgartner                       | CSU   | Richard Scheringer de novembre à décembre 1945 Ewald Thunig du 7 janvier au 3 mars 1945 Wilhelm Niklas                                               |
| Ministre des Transports                                                |           | Michael Helmerich à partir du 09/02/1946 | CSU   | Josef Waldhäuser du 14 février au 15 décembre 1946                                                                                                   |
| Ministre de l'Enseignement et de la Culture                            |           | Franz Fendt                              | SPD   | Hans Meinzolt |
| Ministre avec Attributions spéciales                                   |           | Heinrich Schmitt jusqu'au 01/07/1946     | KPD   | |
| Ministre avec Attributions spéciales                                   |           | Anton Pfeiffer à partir du 03/07/1946    | CSU   | |